# Гряды (Волынская область)
Гря́ды (укр. Гряди) — село в Нововолынской городской общине Владимирского района Волынской области Украины.
Код КОАТУУ — 0721181201. Население по переписи 2001 года составляет 780 человек. Почтовый индекс — 45320. Телефонный код — 3372. Занимает площадь 11,8 км².

## История
В 1946 году указом ПВС УССР село Калусов переименовано в Гряды.
До 2020 года входило в Иваничевский район.